# Firestone Grand Prix van Monterey 2021
De Firestone Grand Prix van Monterey 2021 was een motorrace die op 19 september 2021 werd gehouden op de WeatherTech Raceway Laguna Seca. Het was de 15e ronde van de IndyCar Series 2021.
Andretti Autosport's Colton Herta won de race nadat hij 91 van de 95 ronden van de race had geleid en daarmee zijn tweede overwinning scoorde van het seizoen en zijn tweede IndyCar-zege op Laguna Seca nadat hij de vorige editie in 2019 had gewonnen. Kampioenschapsleider Álex Palou eindigde als tweede, voor rookie Romain Grosjean, die derde werd nadat hij vanaf zijn startpositie tien posities had gewonnen en daarmee zijn derde IndyCar-podium scoorde.

## Achtergrond
Het evenement, dat werd gehouden in het weekend van 17-19 september 2021 op de WeatherTech Raceway Laguna Seca in Monterey, Californië, keerde terug in de serie na de afwezigheid in het seizoen 2020 als gevolg van de COVID-19 pandemie. Het was de voorlaatste race van het seizoen 2021, na de Grand Prix van Portland op de Portland International Raceway, die een week voor deze race werd verreden, en voorafgaand aan de seizoensfinale in de week erna op de straten van Long Beach.
Colton Herta was de vorige winnaar, nadat hij de race in 2019 had gewonnen met Harding Steinbrenner Racing.

### Kampioenschapsstand vóór de race
Na zijn overwinning in de Grand Prix van Portland heroverde Álex Palou de leiding in het kampioenschap met 25 punten voorsprong op Patricio O'Ward, die slechts 14e werd en daardoor terugviel naar de tweede plaats in het klassement. Op de derde plek stond Josef Newgarden, die verkleinde het verschil met O'Ward tot negen punten met een vijfde plaats in Portland, terwijl Scott Dixon en Marcus Ericsson hun puntenaantal verbeterden tot respectievelijk de vierde en vijfde plaats na sterke finishes in Portland, waarbij Dixon een podiumplaats scoorde.
Honda bleef aan de leiding van het constructeursklassement ten opzichte van Chevrolet.

## Inschrijvingen
W = eerdere winnaar
R = rookie
| No.   | Coureur            | Team                                    | Motor     |
| ----- | ------------------ | --------------------------------------- | --------- |
| 2     | Josef Newgarden    | Team Penske                             | Chevrolet |
| 3     | Scott McLaughlin R | Team Penske                             | Chevrolet |
| 4     | Dalton Kellett     | A. J. Foyt Enterprises                  | Chevrolet |
| 5     | Patricio O'Ward    | Arrow McLaren SP                        | Chevrolet |
| 06    | Hélio Castroneves  | Meyer Shank Racing                      | Honda     |
| 7     | Felix Rosenqvist   | Arrow McLaren SP                        | Chevrolet |
| 8     | Marcus Ericsson    | Chip Ganassi Racing                     | Honda     |
| 9     | Scott Dixon        | Chip Ganassi Racing                     | Honda     |
| 10    | Álex Palou         | Chip Ganassi Racing                     | Honda     |
| 12    | Will Power         | Team Penske                             | Chevrolet |
| 14    | Sébastien Bourdais | A. J. Foyt Enterprises                  | Chevrolet |
| 15    | Graham Rahal       | Rahal Letterman Lanigan Racing          | Honda     |
| 18    | Ed Jones           | Dale Coyne Racing with Vasser-Sullivan  | Honda     |
| 20    | Conor Daly         | Ed Carpenter Racing                     | Chevrolet |
| 21    | Rinus Veekay       | Ed Carpenter Racing                     | Chevrolet |
| 22    | Simon Pagenaud     | Team Penske                             | Chevrolet |
| 26    | Colton Herta W     | Andretti Autosport with Curb-Agajanian  | Honda     |
| 27    | Alexander Rossi    | Andretti Autosport                      | Honda     |
| 28    | Ryan Hunter-Reay   | Andretti Autosport                      | Honda     |
| 29    | James Hinchcliffe  | Andretti Steinbrenner Autosport         | Honda     |
| 30    | Takuma Sato        | Rahal Letterman Lanigan Racing          | Honda     |
| 45    | Oliver Askew       | Rahal Letterman Lanigan Racing          | Honda     |
| 48    | Jimmie Johnson R   | Chip Ganassi Racing                     | Honda     |
| 51    | Romain Grosjean R  | Dale Coyne Racing with Rick Ware Racing | Honda     |
| 59    | Max Chilton        | Carlin                                  | Chevrolet |
| 60    | Jack Harvey        | Meyer Shank Racing                      | Honda     |
| 77    | Callum Ilott R     | Juncos Hollinger Racing                 | Chevrolet |
| Bron: |                    |                                         |           |

## Classificatie

### Trainingen

#### Training 1
Training 1 vond plaats om 17:30 ET op 17 september. Tijdens de sessie deden zich tal van incidenten voor, zoals Colton Herta die voorbij de Corkscrew van de baan ging en Hélio Castroneves die in bocht 2 in aanraking kwam met de bandenbarrières, hoewel er geen grote schade werd veroorzaakt. Josef Newgarden voerde de eerste training aan met een tijd van 01:11.7125, voor Herta als tweede en Álex Palou als derde.
| Pos.  | No. | Coureur         | Team                                   | Motor     | Tijd       |
| ----- | --- | --------------- | -------------------------------------- | --------- | ---------- |
| 1     | 2   | Josef Newgarden | Team Penske                            | Chevrolet | 01:11.7125 |
| 2     | 26  | Colton Herta W  | Andretti Autosport with Curb-Agajanian | Honda     | 01:11.7927 |
| 3     | 10  | Álex Palou      | Chip Ganassi Racing                    | Honda     | 01:11.9750 |
| Bron: |     |                 |                                        |           |            |

#### Training 2
Training 2 vond plaats om 13:45 ET op 18 september. De sessie werd ontsierd door twee rode vlaggen, die 20 minuten van de sessietijd afnamen. Dalton Kellett verloor de controle over zijn auto en crashte in bocht 4, wat de eerste rode vlag veroorzaakte. Nadat de sessie was hervat, crashte Rinus VeeKay op bijna dezelfde plek als Kellett, wat de tweede rode vlag van de sessie opleverde. Beide coureurs bleven ongedeerd. Rookie Scott McLaughlin voerde de sessie aan met de beste tijd van 01:10,8755. Colton Herta en Álex Palou eindigden als tweede en derde.
| Pos.  | No. | Coureur            | Team                                   | Motor     | Tijd       |
| ----- | --- | ------------------ | -------------------------------------- | --------- | ---------- |
| 1     | 3   | Scott McLaughlin R | Team Penske                            | Chevrolet | 01:10.8755 |
| 2     | 26  | Colton Herta W     | Andretti Autosport with Curb-Agajanian | Honda     | 01:11.0224 |
| 3     | 10  | Álex Palou         | Chip Ganassi Racing                    | Honda     | 01:11.0312 |
| Bron: |     |                    |                                        |           |            |

### Kwalificatie
De kwalificatie vond plaats om 17:05 ET op 18 september. Colton Herta pakte de poleposition met een tijd van 01:10.7994, voor Andretti-teamgenoot Alexander Rossi en Penske-coureur Will Power, die respectievelijk als tweede en derde eindigden.
| Pos.  | No. | Coureur            | Team                                    | Motor     | Tijd       | Tijd       | Tijd       | Tijd         | Grid |
| Pos.  | No. | Coureur            | Team                                    | Motor     | Ronde 1    | Ronde 1    | Ronde 2    | Ronde 3      | Grid |
| Pos.  | No. | Coureur            | Team                                    | Motor     | Groep 1    | Groep 2    | Ronde 2    | Ronde 3      | Grid |
| ----- | --- | ------------------ | --------------------------------------- | --------- | ---------- | ---------- | ---------- | ------------ | ---- |
| 1     | 26  | Colton Herta W     | Andretti Autosport with Curb-Agajanian  | Honda     | 01:10.9020 | N/A        | 01:10.5847 | 01:10.7994   | 1    |
| 2     | 27  | Alexander Rossi    | Andretti Autosport                      | Honda     | N/A        | 01:11.0691 | 01:10.9169 | 01:10.9951   | 2    |
| 3     | 12  | Will Power         | Team Penske                             | Chevrolet | N/A        | 01:11.2836 | 01:10.8333 | 01:11.1317*1 | 3    |
| 4     | 10  | Álex Palou         | Chip Ganassi Racing                     | Honda     | N/A        | 01:11.4397 | 01:10.8351 | 01:11.3317   | 4    |
| 5     | 45  | Oliver Askew       | Rahal Letterman Lanigan Racing          | Honda     | N/A        | 01:11.0155 | 01:10.9117 | 01:11.8937   | 5    |
| 6     | 5   | Patricio O'Ward    | Arrow McLaren SP                        | Chevrolet | 01:11.2992 | N/A        | 01:11.0220 | 01:24.2715*2 | 6    |
| 7     | 8   | Marcus Ericsson    | Chip Ganassi Racing                     | Honda     | 01:11.3179 | N/A        | 01:11.2581 | N/A          | 7    |
| 8     | 9   | Scott Dixon        | Chip Ganassi Racing                     | Honda     | 01:11.5276 | N/A        | 01:11.2768 | N/A          | 8    |
| 9     | 22  | Simon Pagenaud     | Team Penske                             | Chevrolet | 01:11.3775 | N/A        | 01:11.3067 | N/A          | 9    |
| 10    | 59  | Max Chilton        | Carlin                                  | Chevrolet | N/A        | 01:11.1852 | 01:11.3088 | N/A          | 10   |
| 11    | 29  | James Hinchcliffe  | Andretti Steinbrenner Autosport         | Honda     | N/A        | 01:11.3542 | 01:11.4567 | N/A          | 11   |
| 12    | 15  | Graham Rahal       | Rahal Letterman Lanigan Racing          | Honda     | 01:10.9915 | N/A        | 01:12.5932 | N/A          | 12   |
| 13    | 51  | Romain Grosjean R  | Dale Coyne Racing with Rick Ware Racing | Honda     | 01:11.5303 | N/A        | N/A        | N/A          | 13   |
| 14    | 18  | Ed Jones           | Dale Coyne Racing with Vasser-Sullivan  | Honda     | N/A        | 01:11.4692 | N/A        | N/A          | 14   |
| 15    | 7   | Felix Rosenqvist   | Arrow McLaren SP                        | Chevrolet | 01:11.5446 | N/A        | N/A        | N/A          | 15   |
| 16    | 3   | Scott McLaughlin R | Chip Ganassi Racing                     | Honda     | N/A        | 01:11.5767 | N/A        | N/A          | 16   |
| 17    | 2   | Josef Newgarden    | Team Penske                             | Chevrolet | 01:11.5503 | N/A        | N/A        | N/A          | 17   |
| 18    | 20  | Conor Daly         | Ed Carpenter Racing                     | Chevrolet | N/A        | 01:11.5921 | N/A        | N/A          | 18   |
| 19    | 28  | Ryan Hunter-Reay   | Andretti Autosport                      | Honda     | 01:11.6721 | N/A        | N/A        | N/A          | 19   |
| 20    | 60  | Jack Harvey        | Meyer Shank Racing                      | Honda     | N/A        | 01:11.6689 | N/A        | N/A          | 20   |
| 21    | 14  | Sébastien Bourdais | A. J. Foyt Enterprises                  | Chevrolet | 01:11.9776 | N/A        | N/A        | N/A          | 21   |
| 22    | 06  | Hélio Castroneves  | Meyer Shank Racing                      | Honda     | N/A        | 01:11.8071 | N/A        | N/A          | 22   |
| 23    | 30  | Takuma Sato        | Rahal Letterman Lanigan Racing          | Honda     | 01:12.1443 | N/A        | N/A        | N/A          | 22   |
| 24    | 21  | Rinus Veekay       | Ed Carpenter Racing                     | Chevrolet | N/A        | 01:12.2843 | N/A        | N/A          | 24   |
| 25    | 48  | Jimmie Johnson R   | Chip Ganassi Racing                     | Honda     | 01:12.2865 | N/A        | N/A        | N/A          | 25   |
| 26    | 77  | Callum Ilott R     | Juncos Hollinger Racing                 | Chevrolet | N/A        | 01:12.3558 | N/A        | N/A          | 26   |
| 27    | 4   | Dalton Kellett     | A. J. Foyt Enterprises                  | Chevrolet | N/A        | 01:12.6055 | N/A        | N/A          | 27   |
| Bron: |     |                    |                                         |           |            |            |            |              |      |

*1 - Will Power reed aanvankelijk de tweede tijd, maar zijn ronde werd ongeldig verklaard, omdat de officials oordeelden dat hij niet afremde tijdens een plaatselijke geel, veroorzaakt door de spin van Patricio O'Ward bij de Corkscrew.
*2 - Voor Patricio O'Ward werd zijn beste tijd ongeldig verklaard door een straf voor zijn spin bij de Corkscrew.
- Vetgedrukte tekst geeft de snelste tijd in de sessie aan.

### Warmup
De warmup vond plaats om 12:00 ET op 19 september. Rookie Callum Ilott spinde tijdens de sessie in bocht 6 in de bandenbarrières, wat een rode vlag veroorzaakte. Ilott bleef ongedeerd. Alexander Rossi reed de snelste tijd van 01:12.8632, Colton Herta werd tweede en Takuma Sato derde.
| Pos.  | No. | Coureur         | Team                                   | Motor | Tijd       |
| ----- | --- | --------------- | -------------------------------------- | ----- | ---------- |
| 1     | 27  | Alexander Rossi | Andretti Autosport                     | Honda | 01:12.8632 |
| 2     | 26  | Colton Herta W  | Andretti Autosport with Curb-Agajanian | Honda | 01:12.9651 |
| 3     | 30  | Takuma Sato     | Rahal Letterman Lanigan Racing         | Honda | 01:13.3539 |
| Bron: |     |                 |                                        |       |            |

### Race
De race begon om 15:00 ET op 19 september. In ronde 2 raakten wedstrijdleider Colton Herta en Alexander Rossi elkaar in bocht 2, toen Rossi probeerde te profiteren van een fout van Herta. Maar terwijl Herta zonder problemen zijn weg kon vervolgen, spinde Rossi in het grind en sloeg af, wat een gele vlag veroorzaakte toen zijn wagen opnieuw werd gestart - hij zou later als 25ste eindigen, met twee ronden achterstand. In ronde 10 kreeg Will Power, die als derde startte, plots motorproblemen waardoor hij een pitstop moest maken om het probleem op te lossen - hij eindigde de race op twee ronden achterstand als 26ste. Takuma Sato spinde halverwege de race bij de Corkscrew. Toen Sato's auto afsloeg, rolde hij achteruit richting Scott Dixon, die een uitwijkmanoeuvre uitvoerde door buiten de baan te rijden, maar dat mocht niet baten, want hij liep schade op aan zijn rechterzijbuis en de onderkuip. Dixon moest doorrijden met de schade en zou later als 13e finishen.
Herta leidde het grootste deel van de race en reed 91 van de 95 ronden aan de leiding. Romain Grosjean leidde de vier resterende ronden, omdat hij vanaf de dertiende plaats naar voren kwam. Grosjean passeerde verschillende keren in de iconische Corkscrew-bocht, vooral tegen het einde van de race, toen Grosjean snel aan de leiding kwam nadat hij een verse set banden had gemonteerd en Johnson verdedigde om zijn teamgenoot Álex Palou, die op de tweede plaats reed, te beschermen. De twee konden verder racen, maar Grosjeans tempo zou na het incident afnemen.
| Pos.                                                                 | No. | Coureur            | Team                                    | Motor     | Rondes | Tijd         | Pit stops | Grid | Geleide ronden | Pts. |
| -------------------------------------------------------------------- | --- | ------------------ | --------------------------------------- | --------- | ------ | ------------ | --------- | ---- | -------------- | ---- |
| 1                                                                    | 26  | Colton Herta W     | Andretti Autosport with Curb-Agajanian  | Honda     | 95     | 2:02:31.5444 | 3         | 1    | 91             | 54   |
| 2                                                                    | 10  | Álex Palou         | Chip Ganassi Racing                     | Honda     | 95     | +1.9747      | 3         | 4    |                | 40   |
| 3                                                                    | 51  | Romain Grosjean R  | Dale Coyne Racing with Rick Ware Racing | Honda     | 95     | +3.7087      | 3         | 13   | 4              | 36   |
| 4                                                                    | 15  | Graham Rahal       | Rahal Letterman Lanigan Racing          | Honda     | 95     | +13.8616     | 3         | 12   |                | 32   |
| 5                                                                    | 5   | Patricio O'Ward    | Arrow McLaren SP                        | Chevrolet | 95     | +24.6972     | 3         | 6    |                | 30   |
| 6                                                                    | 8   | Marcus Ericsson    | Chip Ganassi Racing                     | Honda     | 95     | +28.5032     | 3         | 7    |                | 28   |
| 7                                                                    | 3   | Josef Newgarden    | Team Penske                             | Chevrolet | 95     | +29.7267     | 4         | 17   |                | 26   |
| 8                                                                    | 22  | Simon Pagenaud     | Team Penske                             | Chevrolet | 95     | +30.4215     | 3         | 9    |                | 24   |
| 9                                                                    | 45  | Oliver Askew       | Rahal Letterman Lanigan Racing          | Honda     | 95     | +32.4675     | 3         | 5    |                | 22   |
| 10                                                                   | 18  | Felix Rosenqvist   | Dale Coyne Racing with Vasser-Sullivan  | Honda     | 95     | +47.9944     | 3         | 14   |                | 20   |
| 11                                                                   | 28  | Ryan Hunter-Reay   | Andretti Autosport                      | Honda     | 95     | +1:07.1843   | 3         | 19   | 0              | 19   |
| 12                                                                   | 3   | Scott McLaughlin R | Team Penske                             | Chevrolet | 95     | +1:13.4940   | 3         | 16   |                | 18   |
| 13                                                                   | 9   | Scott Dixon        | Chip Ganassi Racing                     | Honda     | 95     | +1:16.3595   | 3         | 8    |                | 17   |
| 14                                                                   | 14  | Sébastien Bourdais | A. J. Foyt Enterprises                  | Chevrolet | 94     | +1 ronde     | 3         | 21   |                | 16   |
| 15                                                                   | 60  | Jack Harvey        | Meyer Shank Racing                      | Honda     | 94     | +1 ronde     | 3         | 20   |                | 15   |
| 16                                                                   | 20  | Conor Daly         | Ed Carpenter Racing                     | Chevrolet | 94     | +1 ronde     | 3         | 18   |                | 14   |
| 17                                                                   | 48  | Jimmie Johnson R   | Chip Ganassi Racing                     | Honda     | 94     | +1 ronde     | 4         | 25   |                | 13   |
| 18                                                                   | 21  | Rinus Veekay       | Ed Carpenter Racing                     | Chevrolet | 94     | +1 ronde     | 4         | 24   |                | 12   |
| 19                                                                   | 7   | Felix Rosenqvist   | Arrow McLaren SP                        | Chevrolet | 94     | +1 ronde     | 4         | 15   |                | 11   |
| 20                                                                   | 29  | James Hinchcliffe  | Andretti Steinbrenner Autosport         | Honda     | 94     | +1 ronde     | 4         | 11   |                | 10   |
| 21                                                                   | 59  | Max Chilton        | Carlin                                  | Chevrolet | 94     | +1 ronde     | 4         | 10   |                | 9    |
| 22                                                                   | 77  | Callum Ilott R     | Juncos Hollinger Racing                 | Chevrolet | 94     | +1 ronde     | 5         | 26   |                | 8    |
| 23                                                                   | 4   | Dalton Kellett     | A. J. Foyt Enterprises                  | Chevrolet | 94     | +1 ronde     | 3         | 27   |                | 7    |
| 24                                                                   | 06  | Hélio Castroneves  | Meyer Shank Racing                      | Honda     | 94     | +1 ronde     | 4         | 22   |                | 6    |
| 25                                                                   | 27  | Alexander Rossi    | Andretti Autosport                      | Honda     | 93     | +2 rondes    | 3         | 2    |                | 5    |
| 26                                                                   | 12  | Will Power         | Team Penske                             | Chevrolet | 93     | +2 rondes    | 3         | 3    |                | 5    |
| 27                                                                   | 30  | Takuma Sato        | Rahal Letterman Lanigan Racing          | Honda     | 83     | Mechanisch   | 4         | 23   |                | 5    |
| Snelste ronde: Josef Newgarden (Team Penske) – 01:13.0826 (ronde 10) |     |                    |                                         |           |        |              |           |      |                |      |
| Bron:                                                                |     |                    |                                         |           |        |              |           |      |                |      |

## Tussenstanden kampioenschap
Honda heeft op Laguna Seca zijn vierde constructeurscup op rij gewonnen, want in de top vijf stonden vier Honda-motoren. Het coureurskampioenschap werd beslist tijdens de laatste race van het seizoen, waar Álex Palou als 12e of beter moest eindigen om het kampioenschap te winnen, terwijl Patricio O'Ward en Josef Newgarden nog in de race zaten.
| Pos. | Coureur         | Punten |
| ---- | --------------- | ------ |
| 1.   | Álex Palou      | 517    |
| 2.   | Patricio O'Ward | 482    |
| 3.   | Josef Newgarden | 469    |
| 4.   | Scott Dixon     | 445    |
| 5.   | Marcus Ericsson | 430    |

| Pos. | Team      | Punten |
| 1.   | Honda     | 1306   |
| 2.   | Chevrolet | 1175   |